# Ola de calor invernal en Argentina en 2013
Durante los primeros días de septiembre de 2013 se produjo una irrupción de aire muy cálido y seco que provocó un marcado aumento de las temperaturas en la región centro y norte de Argentina.
Esto provocó récords de temperatura históricos en varias ciudades del país, para el mes de septiembre. Las marcas récords se registraron en la ciudad de Buenos Aires, y en las provincias del centro del país como Córdoba, Buenos Aires, La Pampa y San Luis.
En las provincias norteñas de Catamarca, Santiago del Estero, Tucumán y La Rioja se dieron temperaturas de hasta 41.8 °C.
Un fenómeno significativo con estrecha relación a estas raras temperaturas fueron los incendios forestales que se produjeron en las provincias de Córdoba y San Luis. La combinación de muy altas temperaturas, vientos intensos, poca humedad del aire y sequedad del suelo por la falta de lluvias en los últimos meses ayudaron a las formación de estos incendios.
| Temperaturas máximas alcanzadas el 10 de septiembre de 2013 | Temperaturas máximas alcanzadas el 10 de septiembre de 2013 | Temperaturas máximas alcanzadas el 10 de septiembre de 2013 | Temperaturas máximas alcanzadas el 10 de septiembre de 2013 |
| ----------------------------------------------------------- | ----------------------------------------------------------- | ----------------------------------------------------------- | ----------------------------------------------------------- |
| Ciudad                                                      | Provincia                                                   | Temperatura (ºC)                                            |                                                             |
| San Fernando del Valle de Catamarca                         | Catamarca                                                   | 41.8 °C                                                     |                                                             |
| San Juan                                                    | San Juan                                                    | 41.8 °C                                                     |                                                             |
| San Miguel de Tucumán                                       | Tucumán                                                     | 40.9 °C                                                     |                                                             |
| La Rioja                                                    | La Rioja                                                    | 40.4 °C                                                     |                                                             |
| Ceres                                                       | Santa Fe                                                    | 40.2 °C                                                     |                                                             |
| Pilar                                                       | Córdoba                                                     | 40.2 °C                                                     |                                                             |
| Chilecito                                                   | La Rioja                                                    | 40.0 °C                                                     |                                                             |
| Córdoba                                                     | Córdoba                                                     | 40.0 °C                                                     |                                                             |
| Villa de María del Río Seco                                 | Córdoba                                                     | 40.0 °C                                                     |                                                             |
| Santiago del Estero                                         | Santiago del Estero                                         | 40.0 °C                                                     |                                                             |
| Tinogasta                                                   | Catamarca                                                   | 40.0 °C                                                     |                                                             |
| Villa Dolores                                               | Córdoba                                                     | 39.5 °C                                                     |                                                             |
| Río Cuarto                                                  | Córdoba                                                     | 38.3 °C                                                     |                                                             |
| San Luis                                                    | San Luis                                                    | 37.6 °C                                                     |                                                             |
| Rosario                                                     | Santa Fe                                                    | 37.3 °C                                                     |                                                             |
| Junín                                                       | Buenos Aires                                                | 37.0 °C                                                     |                                                             |
| Monte Caseros                                               | Corrientes                                                  | 36.6 °C                                                     |                                                             |
| Marcos Juárez                                               | Córdoba                                                     | 36.5 °C                                                     |                                                             |
| Buenos Aires                                                | Buenos Aires                                                | 35.3 °C                                                     |                                                             |
| Neuquén                                                     | Neuquén                                                     | 34.8 °C                                                     |                                                             |
| General Pico                                                | La Pampa                                                    | 34.5 °C                                                     |                                                             |
| Ezeiza                                                      | Buenos Aires                                                | 34.3 °C                                                     |                                                             |
| Pehuajó                                                     | Buenos Aires                                                | 31.8 °C                                                     |                                                             |
| La Plata                                                    | Buenos Aires                                                | 31.0 °C                                                     |                                                             |

En negrita se marcan las localidades que quebraron el récord histórico para el mes de septiembre.